# Consiliul de Coroană din 27 august 1916
Consiliul de Coroană din 27 august 1916 a dezbătut și aprobat intrarea României în primul război mondial. A avut loc la Palatul Cotroceni. În seara zilei de 27 august (S.V. 14 august) ambasadorul Edgar Mavrocordat a înmânat secretarului de serviciu la Ministerul de Externe de la Viena nota prin care România declara război Imperiului Austro-Ungar.

## Contextul organizării Consiliului de Coroană
După declararea neutralității, ca urmare a Consiliului de Coroană din 21 iulie 1914, a început o intensă campanie diplomatică de atragere a României în una sau cealaltă dintre taberele combatante. Îndată după declararea neutralității, s-a încheiat un acord secret româno-rus care promitea deja României Ardealul și ținuturile românești din monarhia habsburgică. Ion I. C. Brătianu anunța public obiectivul politicii românești într-un interviu acordat ziarului Journal de Genève la 19 mai 1915, declarând că România nu are ambiția unor cuceriri aiurea … se ridică doar pentru a elibera pe frații săi care dintotdeauna au fost uniți cu ea prin cele mai strânse legături … este deci necesar ca principiul naționalităților să triumfe pentru toate statele europene interesate, deci și pentru România
Pe plan intern, la 27 septembrie 1914 murea Carol I, care era urmat la tron de Ferdinand I. Deși germanofil, Ferdinand a înțeles să domnească precum un „bun român” motiv pentru care a fost denumit de contemporanii săi Ferdinand cel Leal.
Opinia publică din România s-a orientat rapid, în majoritatea ei, spre Antantă. La 14 decembrie 1914, Liga culturală, care grupa în rândurile sale personalități din țară și din Transilvania a devenit Liga pentru unitatea politică a tuturor românilor. Partidul Conservator  a fost părăsit o puternică grupare condusă de Nicolae Filipescu, urmat și de Take Ionescu, ruptura materializându-se în mai 1915. Gruparea conservatoare rămasă sub conducerea lui Alexandru Marghiloman, care beneficia și de prezența lui Titu Maiorescu și Theodor Rosetti se manifesta însă pentru păstrarea unei neutralități favorabile Puterilor Centrale.
Luările de poziție în favoarea intrării în război alături de Puterile Centrale, au existat, dar erau mai slab reprezentate. Principalul factor care se pronunța în această direcție era fostul prim-ministru și lider conservator Petre P. Carp.
În vara anului 1916 Guvernul se confrunta deja cu presiuni crescânde din partea Antantei pentru a lua o decizie cu privire la intrarea în război. La 4 august 1916 s-au semnat documentele de alianță cu Antanta, care cuprindeau o convenție politică și una militară. Pe plan politic, Franța, Marea Britanie, Italia și Rusia garantau integritatea teritorială a României, care se angaja să declare război Austro-Ungariei și să înceteze toate relațiile economice și schimburile comerciale cu inamicii Aliaților. Lucru important, cele patru puteri recunoșteau dreptul României la anexarea teritoriilor din Austro-Ungaria locuite de români – Transilvania, Banatul și Bucovina.
Pe plan militar România se obliga să atace Austro-Ungaria cel mai târziu la 28 august 1916 (opt zile de la ofensiva aliată care urma să fie declanșată de la Salonic); armata rusă trebuia să acționeze în forță pe întreg frontul austriac, să împiedice orice debarcare a inamicului pe litoralul românesc, să trimită în Dobrogea două divizii de infanterie și una de cavalerie. Aliații se mai obligau să declanșeze o ofensivă la Salonic; cele patru puteri se obligau să furnizeze trupelor române muniții și material de război în cantități de minim 300 tone pe zi.
Declarația de război a României față de Austro-Ungaria a fost trimisă în secret la Viena, reprezentantul României acolo primind instrucțiuni de a prezenta acest document guvernului austro-ungar în seara zilei de 27 august. În acest context tensionat, la 25 august au fost lansate invitațiile pentru un Consiliu de Coroană programat pentru data de 27 august, la ora 10, la Palatul Cotroceni. Este de notat că la data la care urma a se desfășura Consiliul, decizia de intrare în război era deja luată de Guvernul Brătianu, care se bucura de sprijinul regelui Ferdinand, astfel că, spre deosebire de Consiliul de Coroană din 21 iulie 1914, decizia Consiliului era mai mult formală.

## Participanți
La Consiliu, pe lângă Regele Ferdinand I și principele moștenitor Carol au luat parte următorii:
- Ion I. C. Brătianu, președintele Consiliului de Miniștri
- Mihail Pherekyde, fruntaș al PNL, președinte al Adunării Deputaților
- Constantin F. Robescu, președinte al Senatului, fruntaș liberal
- Theodor Rosetti, fost prim-ministru, fruntaș al Partidului Conservator
- Petre P. Carp, fost prim-ministru, fost președinte al Partidului Conservator
- Alexandru Marghiloman, președintele Partidului Conservator
- Nicolae Filipescu, președinte al Partidului Conservator (antantist)
- Titu Maiorescu, fost prim-ministru
- Take Ionescu, președinte al Partidului Conservator-Democrat
- Constantin Olănescu, reprezentant al Partidului Conservator-Democrat
- Constantin Cantacuzino-Pașcanu, membru marcant al Partidului Conservator-Democrat
- Miniștrii în funcțiune: Emanoil Porumbaru, Vasile G. Morțun, Emil Costinescu, Victor Antonescu, Ion G. Duca, Alexandru Constantinescu, Alexandru G. Radovici, Constantin Angelescu

## Decizia Consiliului și urmările acesteia
În interiorul Consiliului s-au confruntat trei opinii principale, respectiv intrarea în război alături de Antantă, păstrarea neutralității și intrarea în război alături de Puterile Centrale. Această ultimă opțiune nu s-a bucurat decât de sprijinul – ce-i drept vehement – al lui Petre P. Carp. Opțiunea neutralității a fost susținută de Alexandru Marghiloman, de Titu Maiorescu (singurul ardelean care lua parte la Consiliu, care considera că românii din Transilvania nu doreau unirea cu România). Ceilalți participanți, în majoritate, s-au pronunțat în favoarea intrării în război alături de Antantă. Luările de cuvânt ale politicienilor prezenți au fost încheiate de Ion I. C. Brătianu, care, conform însemnărilor lui I. G. Duca, spunea: „fără îndoială că vom ieși învingători, dar nu sunt sigur, se poate să fim și învinși. De aceea, vreau să se știe bine de toți, că, chiar învinși, tot cred că țara mea trebuie în această clipă să facă acest gest. În viața națiunilor sunt afirmări de drepturi care se socotesc mai mult decât izbânzi trecătoare și sunt gesturi de abdicare, de dezertare morală, care compromit viitorul lor pentru veacuri de-a rândul. Într-o astfel de situație este astăzi românismul … și dacă nu azi, atunci mâine vom culege roadele acestor jertfe și acestor afirmări de drepturi… aduceți-vă aminte ...: Tudor Vladimirescu a fost zdrobit și stăpânitorii zilei l-au măcelărit. Dar el ridicase steagul renașterii noastre naționale și pe temeiul gestuilui lui urmașii săi au înfăptuit-o ... cazul cel mai caracteristic este cazul lui Mihai Viteazul. Și el a fost învins, și el a fost omorât, dar a știut pentru o clipă să întrupească visul secular al neamului, unirea tuturor românilor. Și a fost destul, nu numai pentru ca el să rămână de-a lungul veacurilor eroul legendar și slăvit, dar pentru ca și noi astăzi să întemeiem pe faptele lui revendicările acestui neam” 
Îndată după încheierea Consiliului, ministrul României la Viena, Edgar Mavrocordat, a remis declarația de război adresată Austro-Ungariei. La 28 august Germania a declarat război României, urmată de Imperiul Otoman, la 30 august și Bulgaria la 31 august. 